# 河口町
河口町（かわくちちょう）は、愛知県名古屋市港区の地名。丁番を持たない単独町名である。住居表示未実施。

## 地理
名古屋市港区東部に位置する。東は港栄一丁目・港栄二丁目、西は中川本町、南は熱田前新田、北は金川町に接する。

## 歴史

### 町名の由来
中川運河の河口部分にあたることによるという。

### 沿革
- 1930年（昭和5年）3月15日 - 南区熱田前新田の一部により、同区河口町として成立[1]。
- 1937年（昭和12年）10月1日 - 港区編入に伴い、同区河口町となる[1]。
- 1947年（昭和22年）5月10日 - 熱田前新田の一部を編入する[1]。
- 1974年（昭和49年）12月9日 - 熱田前新田および金川町の各一部をそれぞれ編入する[1]。

## 学区
市立小・中学校に通う場合、学校等は以下の通りとなる。また、公立高等学校に通う場合の学区は以下の通りとなる。
| 番・番地等 | 小学校               | 中学校               | 高等学校 |
| ---------- | -------------------- | -------------------- | -------- |
| 全域       | 名古屋市立港楽小学校 | 名古屋市立東港中学校 | 尾張学区 |

## 施設
- 東邦理化工業港明工場[2]
- エーコープライン名古屋支店[2]
- 全農名古屋流通センター保税倉庫[2]

## その他

### 日本郵便
- 郵便番号 : 455-0016[WEB 2]（集配局：名古屋港郵便局[WEB 7]）。

### WEB
1. ↑  “愛知県名古屋市港区の町丁・字一覧”.   人口統計ラボ. 2017年10月7日閲覧。
2. 1 2  “郵便番号”.  日本郵便. 2019年3月17日閲覧。
3. ↑  “市外局番の一覧”.   総務省. 2019年1月6日閲覧。
4. ↑  名古屋市役所市民経済局地域振興部住民課町名表示係 (2015年10月21日). “港区の町名一覧”.   名古屋市. 2020年11月15日閲覧。
5. ↑  “市立小・中学校の通学区域一覧”.   名古屋市 (2018年11月10日). 2019年1月14日閲覧。
6. ↑  “平成29年度以降の愛知県公立高等学校（全日制課程）入学者選抜における通学区域並びに群及びグループ分け案について”.   愛知県教育委員会 (2015年2月16日). 2019年1月14日閲覧。
7. ↑  “郵便番号簿 2018年度版” (PDF).   日本郵便. 2019年4月14日閲覧。

### 文献
1. 1 2 3 4 5  名古屋市計画局 1992, p. 836.
2. 1 2 3 4 5  「角川日本地名大辞典」編纂委員会 1989, p. 1530.
3. ↑  名古屋市計画局 1992, p. 515.